# Загребелье (Черниговская область)
Загребе́лье (укр. Загребелля) — село в Сосницком районе Черниговской области Украины. Население ↘700 человека. Занимает площадь 1,84 км².
Код КОАТУУ: 7424982501. Почтовый индекс: 16103. Телефонный код: +380 4655.

## Власть
Орган местного самоуправления — Сосницька, селищна рада, Загребельський старостинський округ. Почтовый адрес: 16105, Черниговская обл., Сосницкий р-н, с. Загребелье, ул. Лесная, 24.